# Dzbanuszek
Dzbanuszek – oryginalna polska wersja impostu, stosowana w architekturze renesansu. Kamienny element w kształcie dzbanuszka. Występuje jako nasada na głowicy kolumny, jako podpora konstrukcji dachu, motyw tralki. Charakterystyczny element górnej kondygnacji krużganku dziedzińca na Wawelu.

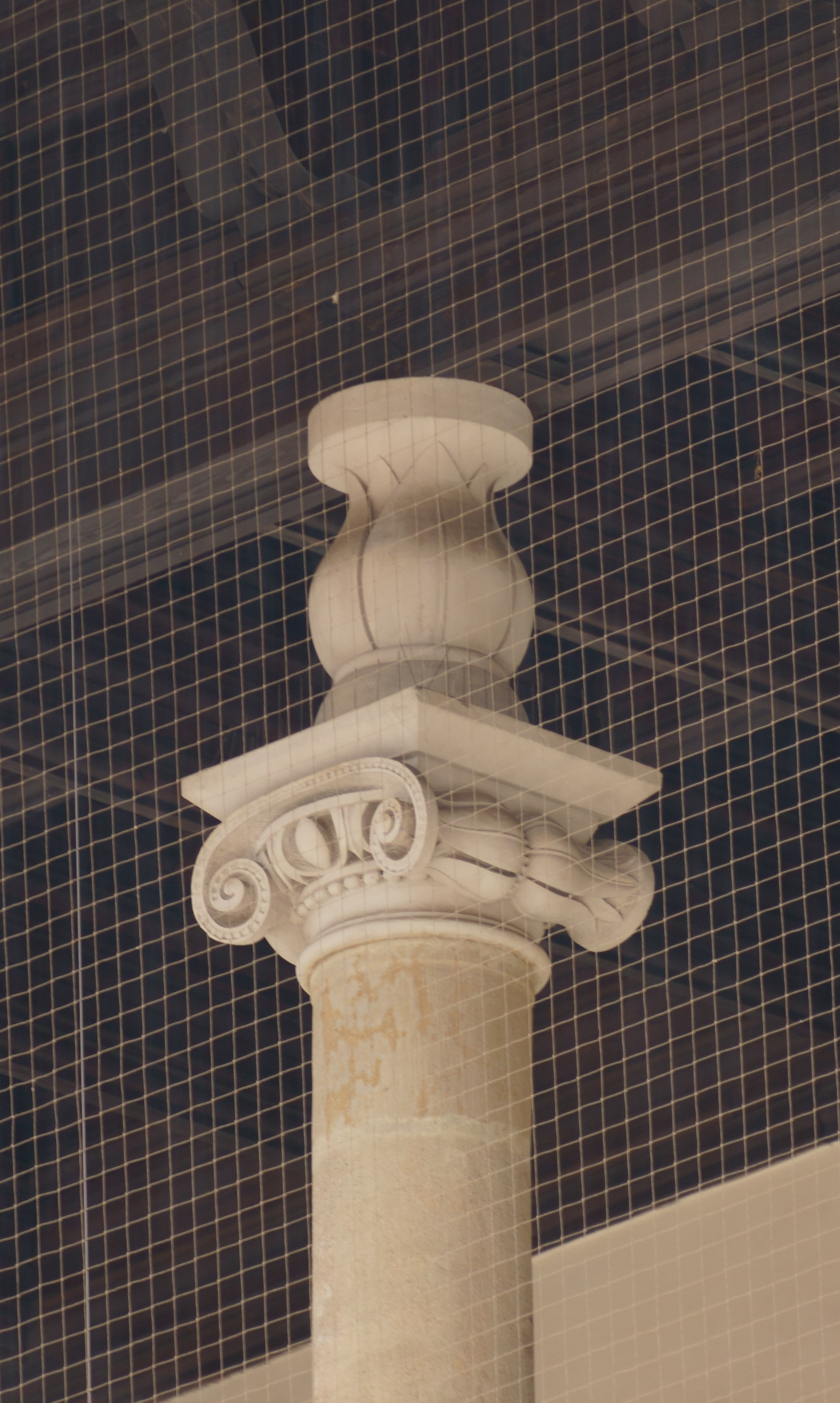
Dzbanuszek podtrzymujący więźbę dachu. Dziedziniec Wawelski.
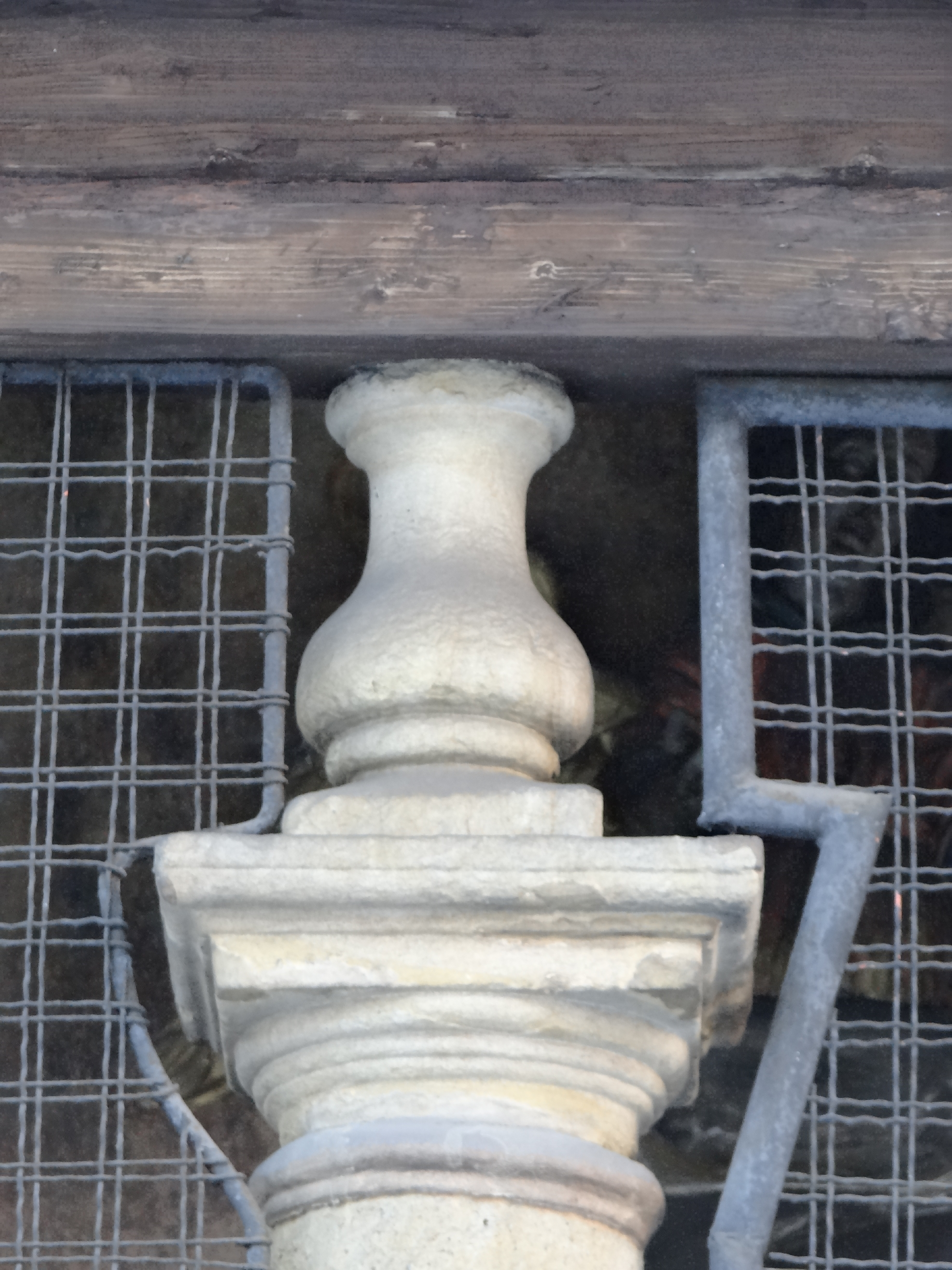
Dzbanuszek (koszyczek) nad kapitelem, podtrzymujący belkowanie[3] . Ogrójec przy bazylice Bożego Ciała w Krakowie.